# 千葉進步
千葉進步（日语：／ Chiba Susumu，1970年9月13日—）為日本的男性配音員。出身於神奈川縣。血型B型。

## 人物簡介
隸屬於大澤事務所。為人熟悉的代表配音作品有《甜心戰士F》的早見青兒、《神風怪盜貞德》的名古屋稚空／怪盗辛巴達、《棋魂》的藤原佐為、《花漾明星KIRARIN》的村西社長、《銀魂》的近藤勳、《火影忍者》的鬼童丸、《彩雲國物語》的柴彰、《二十面相少女》的漢斯、《吸血鬼騎士》的一條拓麻及《戰場女武神》的威爾金·君特等。
家中飼養一隻兔子，命名為。興趣是打保齡球。

## 演出作品
※粗體字表示說明飾演的主要角色。

### 電視動畫
1997年
- 甜心戰士F（早見青兒）
- 金田一少年事件簿（水島一夫）
- 閃光快車俠（E2ジェット、ワイドビューひだ、土佐電鐵）

1998年
- 吸血姬美夕（敏宏（第15集））
- 金田一少年事件簿（六波羅和馬（第43－46集 黑死蝶杀人事件））
- serial experiments lain（運送屋的打工、警官）
- 青澀之戀（松岡慎吾、男學生B）

1999年
- A.D.POLICE（佐佐木健兒）
- 快感指令（Towa）
- 神風怪盜貞德（名古屋稚空／怪盜辛巴逹）
- 傀儡師左近（杉山久志）
- 天使的呼喚（秀一）
- 封神演義（楊戩）
- 星界的纹章（克法迪斯）
- 名侦探柯南（田宮刑警 （第130、131集 竞技场无差别胁迫事件）／城户庆彦（第155集 水中钥匙密室杀人事件）／岛光裕（第383集 甲子园的奇迹～绝对不能输给看不见的恶魔））

2000年
- 夢幻妖子（御景明／始祖）
- 最遊記（沃水）
- 星界的战旗（克法迪斯）
- 神奇寶貝（渡）
- 女神候補生（希多·古那）

2001年
- 棋魂（藤原佐為、進藤光的父親〈進藤正夫〉）
- 神奇寶貝 雷公，雷之傳說（火爆獸）
- ゾイド新世紀スラッシュゼロ（レオン・トロス、セバスチャン）
- 地球少女Arjuna（リポーター）
- 數碼寶貝（山木滿雄）
- 戰鬥陀螺（コチャン）
- 仰天人間バトシーラー（怪盜王子／怪奇大王）
- 通靈王（綑綁上等、沙維奇·潘、皮諾·葛雷安、卡夫拉、藍影、吉克）

2002年
- 神奇寶貝超世代（渡）
- 驚爆危機（久我川琢磨）
- SAMURAI DEEPER KYO（真田信幸）
- 天地無用! GXP（ラジャウ・ガ・ワウラ）
- 爆斗宣言大鋼彈（ギンザン）
- 鋼鐵偵探J（ロメオ・ビスコンティ）
- 魔王ダンテ（宇津木涼）
- 洛克人exe（風吹アラシ、エアーマン）

2003年
- 偵探学院Q（相田京助／黑住亮（第17集）／村雨紫音（第36集））
- 萬花筒之星（尤利·基里安）
- 戀愛小魔女（辻合宏基）
- 變形金剛 マイクロン伝説（副司令官ジェットファイヤー、戦闘員ランページ）
- DEAR BOYS（保科唯人）
- ぽぽたん（司会者）
- 妄想科學美少女（マイケル花形）
- らいむいろ戦奇譚（ラスプーチン）
- 洛克人EXE AXESS（メタルマン）

2004年
- 勇午～交涉人～（小暮蛉一）
- 機動戰士高達SEED DESTINY（研究员（第26集））
- BLEACH（一之濑真树／地缚灵（第10集））
- 火影忍者（鬼童丸）
- 犬夜叉（牛头）
- アガサ・クリスティーの名探偵ポワロとマープル（ハーバー）
- 陰陽大戰記（ウジヤマ）
- GANTZ（稻森貴史）
- 北へ。〜Diamond Dust Drops〜（王子）
- 現視研（タカシ）
- 校園迷糊大王（神津正弘）
- 爆裂天使（一門寺早男、ピアス男）
- B-伝説! バトルビーダマン（丈鉄之介）
- 光與水的女神（トニー・ロン）
- 殺戮都市（稻森貴史）
- 冒險王比特（克魯斯）

2005年
- IGPX（フランク・ブレット）
- 光速蒙面俠21（釜田玄奘）
- 植木的法則（奇魯諾頓）
- 魔法少年賈修!!（ロデュウ、ギャロン）
- 甲蟲王者 森の民の伝説（シド）
- 喜歡就是喜歡（本城祭）
- 創聖的亞庫艾里翁（バロン）
- 黑猫（布雷特·库鲁（第2集））
- 地獄少女（深澤芳树（第12集））
- 鼻毛真拳（薔薇百合菊之丞）

2006年
- 銀魂（近藤勳）
- 彩雲國物语（柴彰）
- 夜明前的琉璃色（朝霧達哉）
- 吉永家的石像怪（怪盗百色）
- 偶像宣言（村西社长）
- 獸王星（挑戰者、野童）
- ZEGAPAIN（僧）
- 天保異聞 妖奇士（市野的同輩）
- NANA（倉田稔）
- 工作狂人（藤田）
- 祝!(ハピ☆ラキ)ビックリマン（火消し助六、火炎魔動、火除け如来）
- 武装鍊金（陣内）
- 百日薔薇（瀧）

2007年
- 鋼鐵神吉克（美角鏡）
- baccano!（修伊·拉弗雷特）
- GR-GIANT ROBO-（フレッド・チャン）
- 神曲奏界（エルベリオ）
- 逮捕しちゃうぞ フルスロットル（律師）
- デジモンセイバーズ（ロードナイトモン）
- 英雄時代（羅姆·羅）
- MOONLIGHT MILE 2ndシーズン -Touch down-（張）

2008年
- 吸血鬼騎士（一條拓麻）
- 吸血鬼騎士 Guilty（一條拓麻）
- Keroro軍曹（大橋社長）
- 地獄少女 三鼎（上坂六郎）
- 純情羅曼史 2（津森）
- 西洋骨董洋菓子店〜アンティーク〜（犯人）
- 二十面相の娘（ハンス）
- 魔人偵探腦嚙涅羅（チャランゴ・クワバタケ）

2009年
- 07-GHOST神幻拍檔（卡斯托魯）
- 戰場女武神（威爾金·金特）
- Phantom 〜Requiem for the Phantom〜（雷蒙德·麥克維爾）
- Keroro軍曹（生靈）

2010年
- 信蜂（肯德）
- 聖痕鍊金士（由理·野田）
- 吸血鬼同盟（久世僚平）
- MM一族（吉岡）
- Heartcatch 光之美少女！（小畑）

2011年
- Sacred Seven（ルリの父）
- 紙箱戰機（大口寺リュウ、大会MC、シーカー隊員）
- 信蜂 REVERSE（肯德）
- 火影忍者疾風傳（サビル）
- 金屬對決 戰鬥陀螺4D（アグマ）
- 星光少女 極光之夢（瀧川純）

2012年
- 足球騎士（心臓外科医）
- 境界線上的地平線II（ジョン・ホーキンス）
- 紙箱戰機W（キッド、大会MC）
- 超譯百人一首戀歌（文屋康秀）
- 美食獵人TORIKO（廚師）
- 星光少女 美夢成真（瀧川純）

2013年
- 花牌情緣2（鈴木真太、鈴木奏太）
- 星光少女 Rainbow Live（彩瀨龍之介）
- 進擊的巨人（艾爾德·琴）
- 幻想玩偶（清水潔）
- 美食獵人TORIKO（秀先生）

2014年
- 金田一少年事件簿R（御手洗幸男）
- 魔法科高中的劣等生（千葉修次）
- 白銀的意志 ARGEVOLLEN（泉·靜馬）

2015年
- ALDNOAH.ZERO 第2季（馬里爾尚）
- 亞爾斯蘭戰記（卡迪威）
- 银魂° （近藤勳）
- 那就是聲優！（導演）
- 純情羅曼史3（津森）
- 進擊！巨人中學校（艾爾德·琴）

2016年
- Re:從零開始的異世界生活（蕾姆與拉姆的父親）
- Active Raid－機動強襲室第八課－ 2nd（白根）

2017年
- 時間飛船24（近藤勇）
- 鬼平（磯太郎）
- 來自「没有荣耀的天才们」的故事（日语：栄光なき天才たち）（日本游泳聯盟·理事A）[5]
- Fate/Apocrypha（哈根）
- 騎士&魔法（克里斯托瓦爾·哈斯羅·甲羅武德）
- 異世界食堂（艾德蒙德）
- 地獄少女 宵伽（深澤芳樹）

2018年
- IDOLiSH7 偶像星願（小鳥遊音晴[6]）
- DAME×PRINCE ANIME CARAVAN（惡靈）
- DEVILSLINE 惡魔戰線（落合慶司）
- 千銃士（恭遠·格蘭巴德[7]）
- 我讓最想被擁抱的男人給威脅了。（門倉努）

2019年
- 名侦探柯南（漣諒一）
- 星光王子 KING OF PRISM -Shiny Seven Stars- (G.o.d. II)
- 炎炎消防隊（米拉朱[8]）

2020年
- IDOLiSH7 偶像星願-Second BEAT!（小鳥遊音晴）

2021年
- IDOLiSH7 偶像星願-Third BEAT!（小鳥遊音晴）
- 数码宝贝幽灵游戏（狐妖兽）

2025年
- 炎炎消防隊 參之章（米拉朱[9]）
- 銀魂多重宇宙動畫「3年Z班銀八老師」（近藤勳[10]）

### OVA
- 變裝遊戲（萬代五郎）
- 天使禁猎区  （罗洁爱儿）
- PAPA TO KISS IN THE DARK （日野一树）
- YU-NO 在這世界盡頭詠唱愛的少女（有馬たくや）
- 圣斗士星矢冥王哈迪斯前篇（路尼（第2集））
- 絕滅危愚少女 Amazing Twins（哈斯頓）

2010年
- 打工聲優！（日置長俊）

2014年
- 銀魂（近藤勳）第58卷同捆OAD
- 百日薔薇（瀧）

### 劇場版
2004年
- 神奇寶貝劇場版 裂空的訪問者（大山、代歐奇希斯A）

2010年
- 銀魂劇場版 新譯紅櫻篇（近藤勳）

2013年
- 銀魂完結篇 永遠的萬事屋（近藤勳）

2015年
- <harmony/>

2021年
- 銀魂 THE FINAL（近藤勳）

2025年
- IDOLiSH7-偶像星願- First BEAT! 劇場總集篇 前篇（小鳥遊音晴[11]）
- IDOLiSH7-偶像星願- First BEAT! 劇場總集篇 後篇（小鳥遊音晴[11]）

### 廣播劇
- 龍的溫柔殺伐系列（亞肯傑爾）
- 是－ZE－（阿沙利）
- 霸王愛人（風龍）
- 聖槍修女（庫羅諾〈大人〉）
- 純真奇蹟100%（工藤宣幸）

### 遊戲
- [PC/PS]夢幻奇緣（伊利斯·艾文尼爾）
- [DS]吸血鬼騎士 DS（一条拓麻）
- [DS/PSP]心跳回憶 Girl's Side 3rd Story（紺野玉緒）
- [PC]蒼天之彼方（劉瑯）
- [PS2/PSP]金色琴弦3（日语：金色のコルダ3）（圓城寺阿蘭）
- [PC]薔薇樹上薔薇開（日向要）
  - [PS2]薔薇樹上薔薇開 -Das Versprechen-
- [PS2]Petit Four（松尾勇）
- [PC]王子大人LV1（日语：王子さまLV1）
- [PC]神無之鳥（日语：神無ノ鳥）（真部章仁）
- [PS2]青春男孩 （花島田英達）
- [PC/DC/PS2]Fragrance Tale（アドル）
- [PC/PSP]Never7 -the end of infinity-（飯田億彥）
- [PS2]奧丁領域（奧斯瓦爾德）
- [PSP/PS3]戰場女武神（威爾金·金特）
- [Wii]潘朵拉之塔 直到你身邊（日语：パンドラの塔 君のもとへ帰るまで）（エンデ）
- [PC]Under The Moon（悠楠）
- [ios/Android] IDOLiSH7（小鳥遊音晴）
- [PS3/PS4/PSVITA]奧丁領域：里普特拉西爾（奧茲華德／オズワルド）

## 出處
1. ↑  《日本聲音製作者名鑑2007》，小學館，2007年，第72頁 ISBN 978-4095263021
2. 1 2 3  . 大澤事務所.   [2017-03-09]. （原始内容存档于2017-04-28） （日语）.
3. 1 2  . 日本藝人名鑑. VIP Times社.   [2017-03-09]. （原始内容存档于2018-02-19） （日语）.
4. ↑  . 千葉進步的公式個人部落格.   [2017-03-09]. （原始内容存档于2017-06-06） （日语）.
5. ↑  . NHKアニメワールド.   [2017年6月10日]. （原始内容存档于2017年8月2日） （日语）.
6. ↑  . 電視動畫「IDOLiSH7」官網.   [2017-09-11]. （原始内容存档于2017-09-10）.
7. ↑  . 電視動畫「千銃士」官網.   [2018-07-04]. （原始内容存档于2018-06-14）.
8. ↑  . 電視動畫「炎炎消防隊」電視台官網.   [2019年11月5日]. （原始内容存档于2021年1月17日） （日语）.
9. ↑  . Comic Natalie. 2024-07-07  [2024-07-07]. （原始内容存档于2024-07-10） （日语）.
10. ↑  . Comic Natalie. 2024-10-10  [2024-10-10]. （原始内容存档于2024-11-12） （日语）.
11. 1 2  . Comic Natalie. 2025-04-30  [2025-04-30] （日语）.

## 外部連結
- （日語）大澤事務所公式官網的聲優簡介（页面存档备份，存于）
- （日語）千葉進歩 本人による日記（页面存档备份，存于）－千葉進步的公式個人部落格。
- （日語）千葉進歩：日本藝人名鑑（页面存档备份，存于）